# St. Leonhard (Echlishausen)

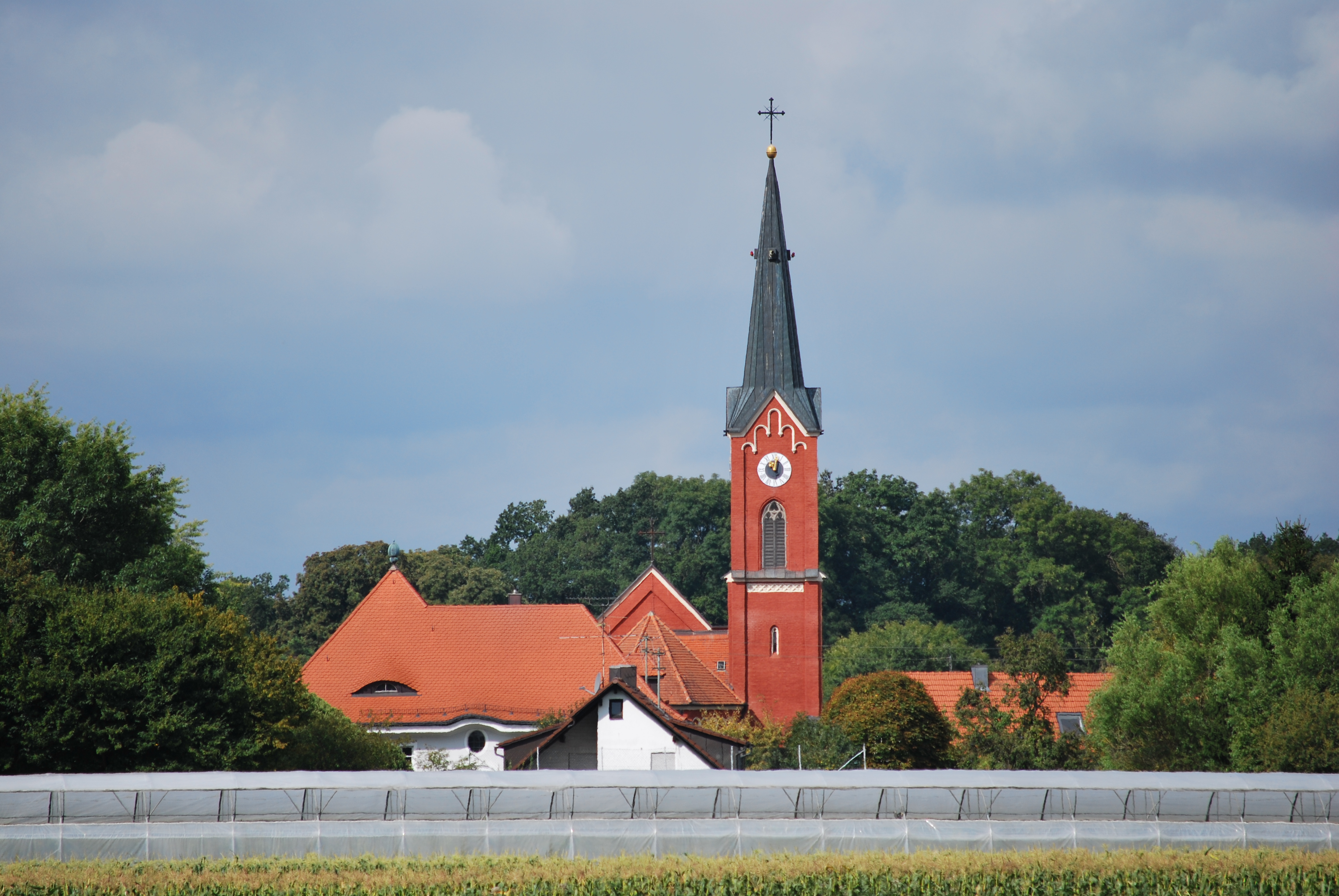
St. Leonhard in Echlishausen

Die katholische Pfarrkirche St. Leonhard in Echlishausen, einem Gemeindeteil von Bibertal im schwäbischen Landkreis Günzburg in Bayern, wurde in der zweiten Hälfte des 19. Jahrhunderts errichtet. Die Kirche an der St.-Leonhard-Straße 27 ist ein geschütztes Baudenkmal.

## Architektur
Die Kirche wurde von 1865 bis 1869 nach Plänen des Augsburger Architekten Max Treu im neugotischen Stil gebaut. Die einschiffige Backsteinkirche wird von einer Stichkappentonne gedeckt. Den eingezogenen, dreiseitig geschlossenen Chor überspannt ein Netzrippengewölbe. An der Nordseite steht der quadratische Turm mit Spitzhelm über Dreiecksgiebeln.

## Ausstattung
Die einheitliche Kirchenausstattung stammt aus der Erbauungszeit. Die von Karl Heinle aus Weißenhorn geschnitzten Altäre und die Kanzel stehen der sogenannten Schreinergotik nahe.
Die Orgel wurde nach zehnjährigem Stillstand 2012 komplett überholt und wieder in Betrieb genommen. Sie ist baugleich mit der Orgel von Wattenweiler.